# 鄂伦岱
鄂伦岱（穆麟德轉寫：olondai，17世纪—1726年），清朝大臣，满洲镶黄旗人，佟佳氏，都统、内大臣、一等公佟国纲长子。
鄂伦岱由贵戚授一等侍卫。康熙二十七年（1688年），授广州驻防副都统。康熙二十九年（1690年），转任镶黄旗汉军都统，袭父爵一等公。因为员外郎马迪去晓谕策妄阿拉布坦，抵达哈密被噶尔丹部下所杀。于是鄂伦岱受命领火器营。康熙三十五年（1696年）率汉军镶黄旗、正白旗两旗火器营从康熙帝出古北口西征噶尔丹。三十六年，授领侍卫内大臣。
康熙四十七年（1708年），与马齐等倡举胤禩为太子，为康熙帝诘责。晋升为领侍卫内大臣，出塞经管蒙古驿站。他不能体恤驿站人员，败坏驿站，使蒙古人民不得存活。康熙六十一年（1722年），回京，授正蓝旗汉军都统。雍正二年（1724年），被揭发与阿灵阿党附允禩，谋立皇太子、扰乱国政之罪，发往奉天与阿灵阿之子阿尔松阿同住，雍正四年（1726年），以结党祸国罪和阿尔松阿一起被诛杀。

## 家庭
- 父一等公佟国纲。
- 子补熙，骑都尉、正蓝旗满洲都统、江南提督、绥远城建威将军。
- 子雍正癸丑科進士介福。

## 延伸阅读
[在维基数据编辑]
 《清史稿·卷287》，出自趙爾巽《清史稿》